# Exploitatieplan
Het exploitatieplan is een plan waarmee gemeenten grip kunnen houden op bouwinitiatieven wanneer de gemeente niet zelf eigenaar is van de grond.

## Algemeen
De werking van het exploitatieplan wordt geregeld in de grondexploitatiewet, een onderdeel van de Wet ruimtelijke ordening. Een van de belangrijkste doelen van het exploitatieplan is om de kosten te verhalen, die de gemeente maakt om een bouwinitiatief mogelijk te maken. Denk bijvoorbeeld aan de kosten voor de aanleg van een nieuw stuk weg. Een gemeente is conform grondexploitatiewet verplicht om haar kosten op de grondeigenaar te verhalen wanneer deze grondeigenaar een zogenaamd bouwplan (art. 6.2.1 Bro) wil realiseren en wanneer voor de goedkeuring van dit bouwplan een wijziging van een ruimtelijk besluit (bijvoorbeeld nieuw bestemmingsplan) nodig is.
Het exploitatieplan is bedoeld als stok achter de deur. Het is meestal voor zowel de grondeigenaar / initiatiefnemer als de gemeente verstandiger om van tevoren een overeenkomst te sluiten waarin ze afspraken maken over de gemeentelijke kosten (een zogenaamde anterieure overeenkomst). Wanneer de gemeente echter niet met alle grondeigenaren in het gebied een anterieure overeenkomst heeft afgesloten, dan moet de gemeente een exploitatieplan opstellen. En dit moet tegelijk met de wijziging van het ruimtelijk besluit vast worden gesteld (art 6.12 Wro), meestal het bestemmingsplan.

## Kostenverhaal
De kern van het exploitatieplan is de exploitatieopzet. Hierin wordt berekend hoeveel kosten verhaald kunnen worden. De totale kosten worden verdeeld over alle eigenaren in het plangebied, die een bouwplan willen ontwikkelen. De kosten worden verdeeld naar rato van de opbrengsten per eigenaar. Echter, de kosten zijn slechts verhaalbaar voor zover er ook opbrengsten tegenover staan. Als de gemeente meer kosten maakt dan de eigenaren in het gebied met bouwinitiatieven verdienen, blijft het meerdere aan kosten voor rekening van de gemeente. De kosten die verhaald kunnen worden staan in artikel 6.2.3 tot en met artikel 6.2.6 van het Besluit op de ruimtelijke ordening (Bro), de kostensoortenlijst.
Wanneer de gemeente zelf eigenaar is van alle gronden in het plangebied, dan hoeft er geen exploitatieplan opgesteld te worden.

## Andere aspecten
Naast het kostenverhaal regelt het exploitatieplan ook andere aspecten van het bouwinitiatief. Het exploitatieplan bevat ten minste een kaart van het plangebied, een omschrijving van de uit te voeren werken en een exploitatieopzet (artikel 6.13 Wro). Daarnaast kunnen eventueel ook een verkavelingskaart, specifieke woningbouwcategorieën, eisen aan de uit te voeren werken, regels voor de uitvoering en regels voor de fasering worden opgenomen. Aan deze regels en eisen moeten de bouwers zich moeten houden. Ook de plankaart, de woningbouwcategorieën en de fasering die in het exploitatieplan staan zijn dwingend.